# Swifts Creek
Swifts Creek är en ort i Australien. Den ligger i kommunen East Gippsland och delstaten Victoria, omkring 250 kilometer öster om delstatshuvudstaden Melbourne. Swifts Creek ligger 298 meter över havet och antalet invånare är 281.
Trakten runt Swifts Creek är nära nog obefolkad, med mindre än två invånare per kvadratkilometer.. Det finns inga andra samhällen i närheten. 
Trakten runt Swifts Creek består i huvudsak av gräsmarker. Genomsnittlig årsnederbörd är 1 071 millimeter. Den regnigaste månaden är juni, med i genomsnitt 164 mm nederbörd, och den torraste är juli, med 43 mm nederbörd.